# Јакути
Јакути или Сахи (или Сахалари) (јак. Саха (или Сахалар)), су туркијски народ, који претежно живи у Русији, односно у Републици Јакутији (Сахи), у којој представља најбројнији народ. На попису из 1989. године, Јакути су чинили само 33,4% становништва Јакутије, док су 50,3% чинили Руси. На попису из 2002. Јакута је било 45,5% а Руса 41,2%, док је на попису из 2010. Јакута било 49,9% а Руса 37,8%. На попису из 1926. године Јакута је било 81,6%, а Руса 10,4%. Вишедеценијска тенденција смањења процентуалног учешћа Јакута и повећања процентуалног учешћа Руса преокренула се након распада Совјетског Савеза у корист Јакута, тако да је овај народ данас поново најбројнији народ у својој републици. Јакути су већином православне вероисповести, а говоре јакутским језиком, који спада у турску групу алтајске породице језика. Укупно их има око 500,000. 